# Piptatherum angustifolium
Piptatherum angustifolium là một loài thực vật có hoa trong họ Hòa thảo. Loài này được Munro ex Boiss. miêu tả khoa học đầu tiên năm 1884.